# Peace and Love
Peace and Love ist das vierte Musikalbum der britischen Folk-Punk-Band The Pogues. Es erreichte in den britischen Alben-Charts den fünften Platz.

## Geschichte
Mit Peace and Love setzte die Band die schrittweise erfolgende Abkehr von traditioneller irischer Musik fort. Das Album beginnt mit dem stark Jazz-beeinflussten Gridlock, andere Songs wurden z. B. von London inspiriert (White City, Misty Morning, Albert Bridge, London You’re a Lady). Trotzdem werden in einigen Songs bedeutende irische Persönlichkeiten erwähnt, z. B. James Napper Tandy (Boat Train), Christy Brown, dessen Buch Down All The Days als Songtitel auftritt, und Ned Of The Hill (Young Ned Of The Hill). Cotton Fields stützt sich auf den gleichnamigen Song des US-amerikanischen Bluessängers Leadbelly. Die Textzeile, in der James Napper Tandy auftritt, wurde aus dem Lied The Wearing of the Green entliehen.

## Titelliste
| Nr. | Titel                        | Leadgesang        | geschrieben von   | Länge |
| --- | ---------------------------- | ----------------- | ----------------- | ----- |
| 1.  | Gridlock                     | Instrumental      | Finer, Ranken     | 3:33  |
| 2.  | White City                   | MacGowan          | MacGowan          | 2:31  |
| 3.  | Young Ned Of The Hill        | Woods             | Woods, Ron Kavana | 2:45  |
| 4.  | Misty Morning, Albert Bridge | MacGowan          | Finer             | 3:01  |
| 5.  | Cotton Fields                | MacGowan, Ranken  | MacGowan          | 2:51  |
| 6.  | Blue Heaven                  | Chevron, Hunt     | Chevron, Hunt     | 3:36  |
| 7.  | Down All The Days            | MacGowan, Chevron | MacGowan          | 3:45  |
| 8.  | USA                          | MacGowan, Ranken  | MacGowan          | 4:52  |
| 9.  | Lorelei                      | Chevron           | Chevron           | 3:33  |
| 10. | Gartloney Rats               | Woods             | Woods             | 2:32  |
| 11. | Boat Train                   | MacGowan, Stacy   | MacGowan          | 2:40  |
| 12. | Tombstone                    | Woods             | Finer             | 2:57  |
| 13. | Night Train to Lorca         | MacGowan, Chevron | Finer             | 3:29  |
| 14. | London You’re A Lady         | MacGowan          | MacGowan          | 2:56  |

### Wiederveröffentlichung aus dem Jahr 2005
1. Gridlock (Jem Finer, Andrew Ranken) – 3:33
2. White City (Shane MacGowan) – 2:31
3. Young Ned Of The Hill (Terry Woods, Ron Kavana) – 2:45
4. Misty Morning, Albert Bridge (Finer) – 3:01
5. Cotton Fields (MacGowan) – 2:51
6. Blue Heaven (Philip Chevron, Darryl Hunt) – 3:36
7. Down All The Days (MacGowan) – 3:45
8. USA (MacGowan) – 4:52
9. Lorelei (Chevron) – 3:33
10. Gartloney Rats (Woods) – 2:32
11. Boat Train (MacGowan) – 2:40
12. Tombstone (Finer) – 2:57
13. Night Train to Lorca (Finer) – 3:29
14. London You’re A Lady (MacGowan) – 2:56
15. Star of the County Down (Traditional) – 2:33
16. The Limerick Rake (Traditional) – 3:12
17. Train of Love (Finer) – 3:08
18. Everyman Is a King (Woods, Kavana) – 3:54
19. Yeah Yeah Yeah Yeah Yeah (MacGowan) – 3:19
20. Honky Tonk Women (Mick Jagger, Keith Richards) – 2:55

## Rezeption
| Medium           | Rating                                                              | Kritiker         |
| ---------------- | ------------------------------------------------------------------- | ---------------- |
| AllMusic         | Sternsymbol · Sternsymbol · Sternsymbol · Sternsymbol · Sternsymbol | Mark Deming      |
| Robert Christgau | B                                                                   | Robert Christgau |

Mark Deming schrieb in seiner Rezension für den Allmusic Guide:

“Peace and Love isn’t as good as the two Pogues albums that preceded it (which represent the finest work of their career), but it does make clear that MacGowan was hardly the only talented songwriter in the band […].”

„Peace and Love ist nicht so gut wie die beiden vorangegangenen Pogues-Alben (die die besten Arbeiten ihrer Karriere repräsentieren), es macht aber klar, dass MacGowan nicht der einzige talentierte Songwriter der Band war.“

Robert Christgau meinte jedoch:

“[…] Shane MacGowan will remain the only Pogue in the down-and-out hall of fame.”

„[…] Shane MacGowan wird als einziger Pogue in der Ruhmeshalle der Penner in Erinnerung bleiben.“

## Trivia
- Das Album wurde den 96 Toten der Hillsborough-Katastrophe gewidmet.
- Der Boxer auf dem Cover des Albums hat an seiner rechten Hand sechs Finger.
- Der Song Down All The Days wurde später von der Noise-Rock-Band Steel Pole Bath Tub auf ihrem Album The Miracle of Sound in Motion gecovert.